# Medaile Za obranu Kyjeva
Medaile Za obranu Kyjeva (rusky Медаль «За оборону Киева») je sovětská medaile založená roku 1961. Udílena byla vojákům i civilistům za obranu Kyjeva. 

## Historie
Medaile Za obranu Kyjeva byla založena dekretem prezidia Nejvyššího sovětu Sovětského svazu ze dne 21. června 1961. Autorem vzhledu medaile je výtvarník V. N. Altantov.

## Pravidla udílení

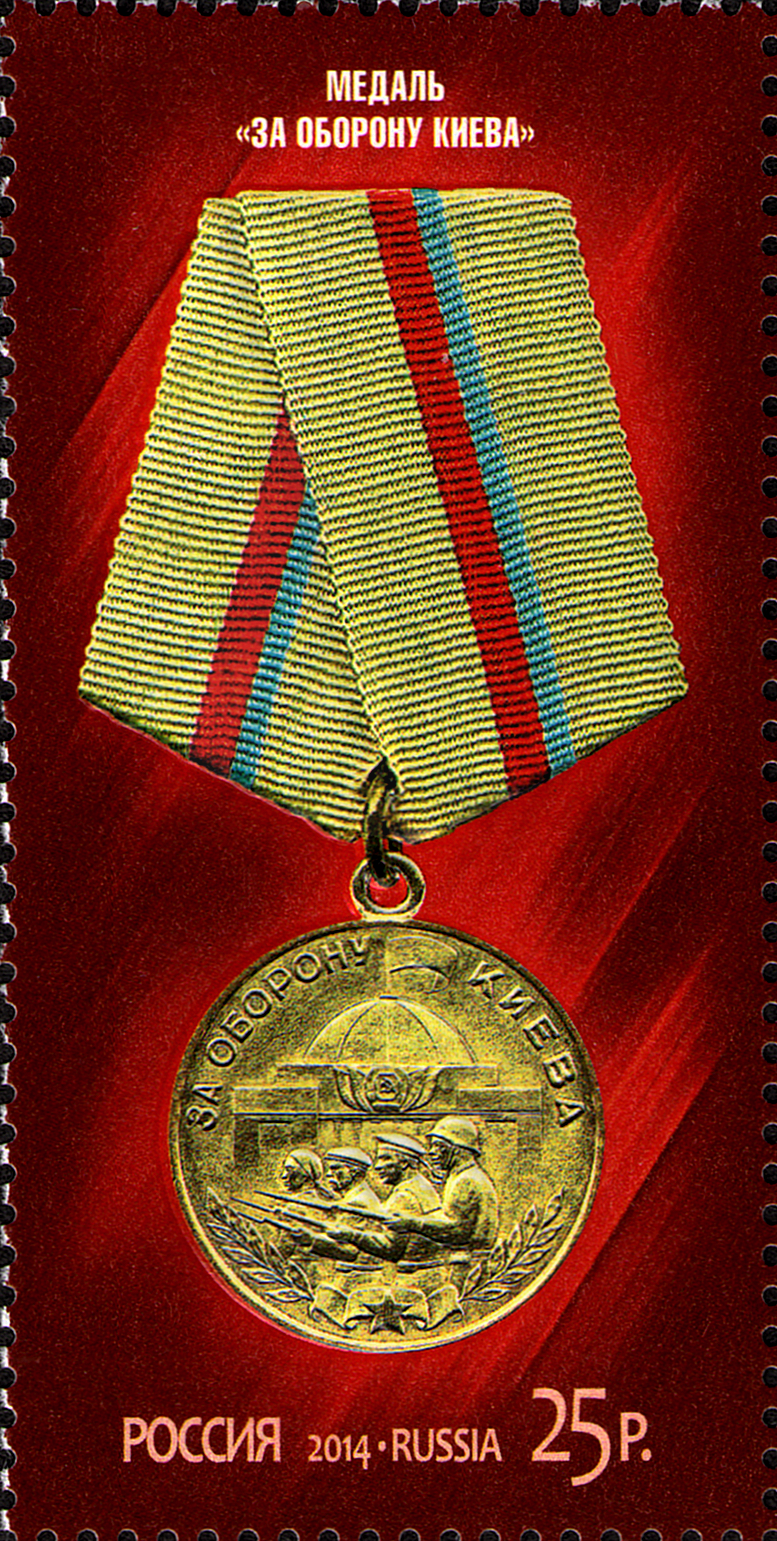
Ruská poštovní známka z roku 2014 s vyobrazením medaile

Medaile byla udílena všem obráncům Kyjeva, a to příslušníkům Rudé armády a NKVD, stejně jako i všem dělníkům, kteří se podíleli na obraně Kyjeva v řadách lidové milice, při stavbě obranných opevnění, či těm jenž pracovali v továrnách a závodech sloužícím potřebám fronty. Udělena byla i členům kyjevského odbojového hnutí a partyzánům, kteří bojovali s nepřítelem poblíž Kyjeva. Za rozhodné období pro udělení medaile je považována doba od července 1941 do září 1941.
Medaile Za obranu Kyjeva se nosí nalevo na hrudi a v přítomnosti dalších sovětských vyznamenání se nosí za medailí Za obranu Stalingradu. Pokud se nosí s vyznamenáními Ruské federace, pak mají ruská vyznamenání přednost.
K 1. lednu 1995 byla tato medaile udělena přibližně ve 107 540 případech.

## Popis medaile
Medaile kulatého tvaru o průměru 32 mm je vyrobena z mosazi. Na přední straně medaile je silueta budovy Nejvyššího sovětu Ukrajinské SSSR s vlající vlajkou. V popředí jsou postavy vojáka, námořníka, dělníka a partyzána. Všichni mají v rukou připravené pušky. V horní části je při vnějším okraji medaile nápis v cyrilici ЗА ОБОРОНУ КИЕВА (za obranu Kyjeva). Ve spodní části při okraji jsou dvě vavřínové ratolesti spojené uprostřed stuhou s pěticípou hvězdou. Všechny texty i obrázky jsou konvexní. Vnější okraj medaile je vystouplý. Na zadní straně je nápis v cyrilici ЗА НАШУ СОВЕТСКУЮ РОДИНУ (za naši sovětskou vlast). Nad nápisem je symbol srpu a kladiva.
Medaile je připojena pomocí jednoduchého kroužku ke kovové destičce ve tvaru pětiúhelníku potažené hedvábnou stuhou z moaré. Stuha široká 24 mm je olivové barvy. Uprostřed stuhy je červený proužek široký 4 mm a modrý proužek široký 2 mm.